# Rura

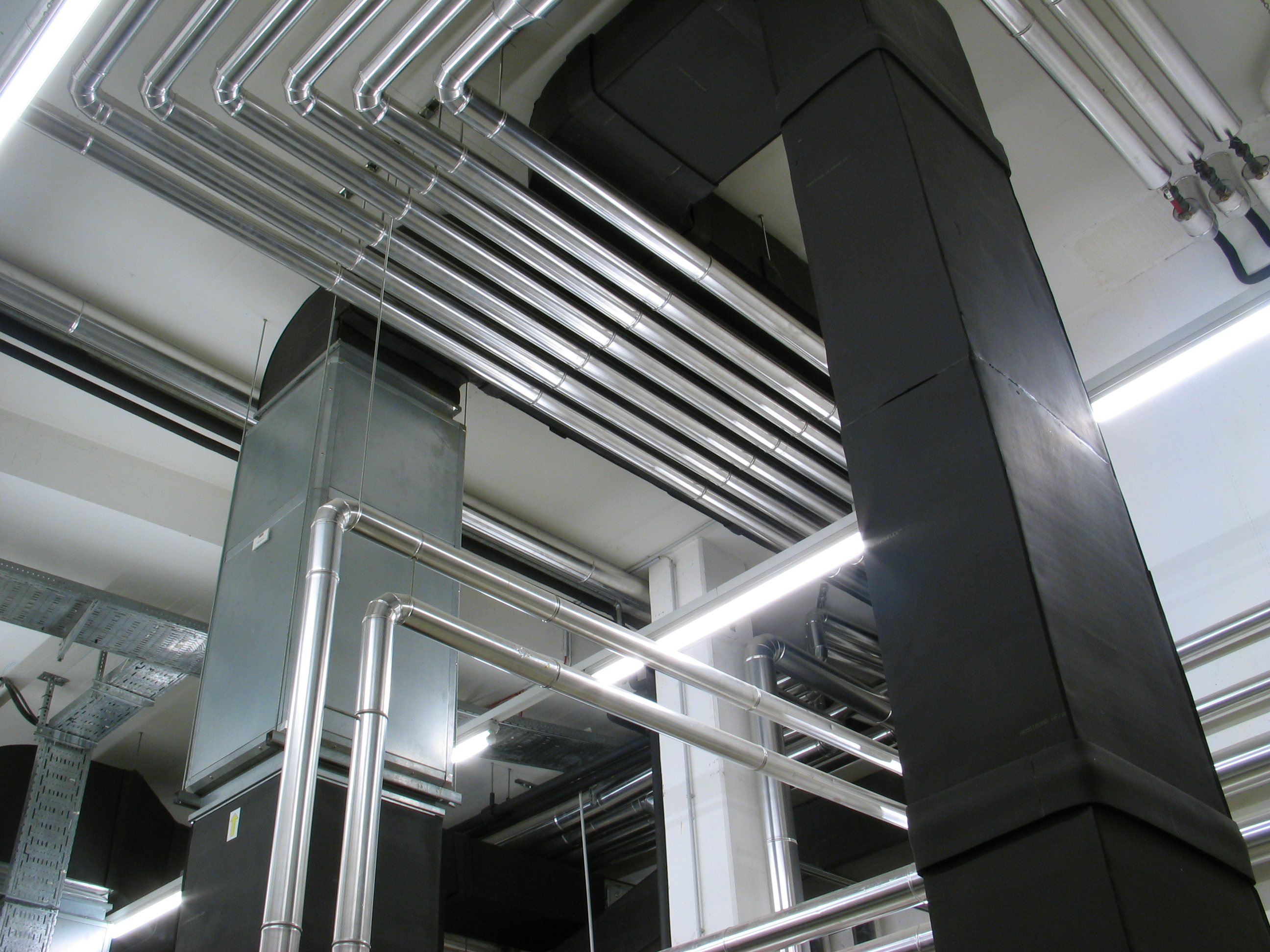
Instalacje rurowe w kotłowni

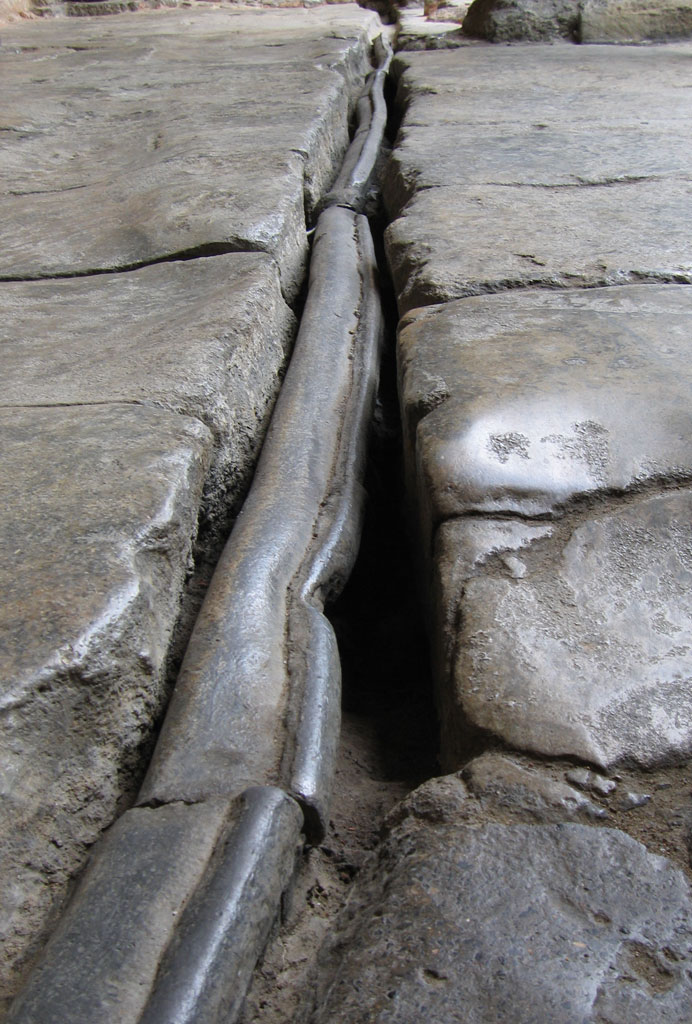
Oryginalne ołowiane rury w rzymskich łaźniach w miejscowości Bath

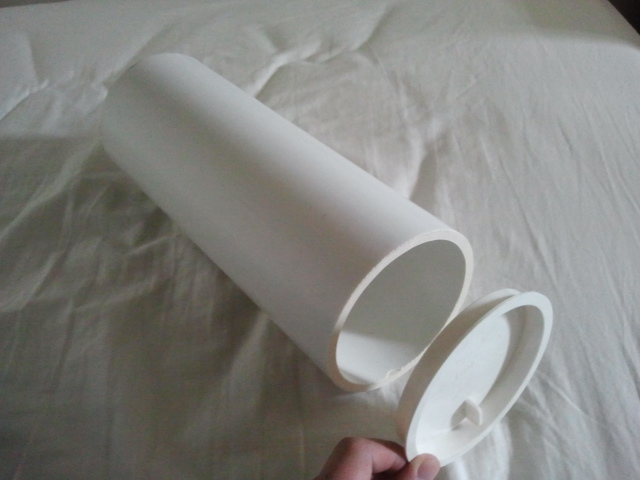
rura PVC

Rura – element konstrukcyjny o przekroju poprzecznym zwykle w kształcie pierścienia i znacznej długości. Rury są stosowane jako przewody do transportu cieczy i gazów lub jako elementy do budowy maszyn i innych urządzeń technicznych oraz konstrukcji budowlanych. Wykonane mogą być ze stali, żeliwa, metali kolorowych, betonu, żelbetu, tworzyw sztucznych (np. polietylenu, polichlorku winylu). Mogą stanowić także osłonę np. dla prowadzonych przewodów elektrycznych. Stosuje się rury do prowadzenia instalacji w osłonach termicznych tzw. rury termoizolowane.
Sposób budowania rur zależy w znacznym stopniu od stawianych im wymagań eksploatacyjnych. Największą wytrzymałość rury na ciśnienie wewnętrzne mają (oprócz rur ciągnionych z monolitycznego kęsa materiału wyjściowego) rury wykonane z przewierconego wzdłuż pręta, w ten sposób budowane bywają rury przeznaczone do produkcji luf broni palnej. Najprostsza technika wykonania rury sprowadza się do zwinięcia w rurę prostokątnego arkusza materiału wyjściowego (np. blachy) i połączenia go szwem (np. spoiną) w punkcie styku wzdłuż długości rury, ale produkt wykonany taką technologią nie ma dużej wytrzymałości. Inna technika, dająca lepsze rezultaty wytrzymałościowe, polega na śrubowym zwijaniu pasa materiału wyjściowego tak, że szew łączący owija się wokół rury na jej powierzchni. Jeszcze inna technologia, częściej stosowana przy produkcji rur szklanych lub z tworzyw sztucznych, polega na wyciąganiu „na gorąco” rury z surowca wyjściowego od razu w żądanym kształcie, często przy użyciu powietrza tłoczonego do jej wnętrza w celu uzyskania oczekiwanego kształtu.
Historycznie, w czasach, kiedy nie znano jeszcze dostatecznie technologii obróbki materiałów współcześnie używanych do produkcji rur, wykonywano je m.in. z ołowiu (np. w czasach rzymskich) lub z drewna (np. w średniowieczu).
W przypadkach szczególnych stosowane bywają rury o kształcie przekroju innym niż pierścieniowy – np. kwadratowym lub prostokątnym. Rury takie, np. do tłoczenia powietrza w systemach wentylacyjnych, mają zazwyczaj duże rozmiary poprzeczne i właściwszą wobec nich nazwą może być – zamiast np. „rura wentylacyjna” – określenie „kanał wentylacyjny”.
Rura – określenie potocznie używane w stosunku do rurociągów, np. Kaspijska rura, Wielka rura.